# آنجلا ویسر
آنجلا ویسر (انگلیسی: Angela Visser؛ زادهٔ ۱۸ اکتبر ۱۹۶۶) یک بازیگر سینما اهل هلند است. او در سال ۱۹۸۹ در دوشیزه جهان شرکت کرد و برنده شد. او همچنین در دوشیزه دنیا ۱۹۸۹ هم شرکت کرد دراین رقابت ها همه رقیبان دوره نیمه نهایی را پشت سر گذاشت. او توسط داوران انتخاب شد و بعد از او در جایگاه دوم لویس (به انگلیسی: Louise Drevenstam) از سوئد حضور داشت. در این رقابت ها شرکت کنندگان از کشور های دیگری همچون آلمان، ونزولا، فنلاند، جامائیکا و شیلی نیز حضور داشتند.